# 維塔利·布亞諾夫斯基
維塔利·米哈伊洛維奇·布亞諾夫斯基（俄语：Виталий Михайлович Буяновский，羅馬化：Vitaly Mikhailovich Bujanovsky，1928年8月27日—1993年5月5日）是一位蘇聯-俄羅斯法國號演奏家、教師、作曲家，曾在叶夫根尼·穆拉文斯基治下的列寧格勒愛樂樂團擔任法國號首席。1985年，國際法國號協會授予他榮譽會籍。

## 外部連結
- 維塔利·布亞諾夫斯基的Discogs页面（英文）